# Skvyra
Skvyra (en ucraniano: Скви́ра: ; Yiddish: skver, סקווער) es una ciudad del Óblast de  Kiev en Ucrania central. Es el centro administrativo del Raión (distrito) de Skvyra. Tiene una área de 6,328 km². Su población en 2017 es de aproximadamente 16,223 habitantes (estimación).

## Historia

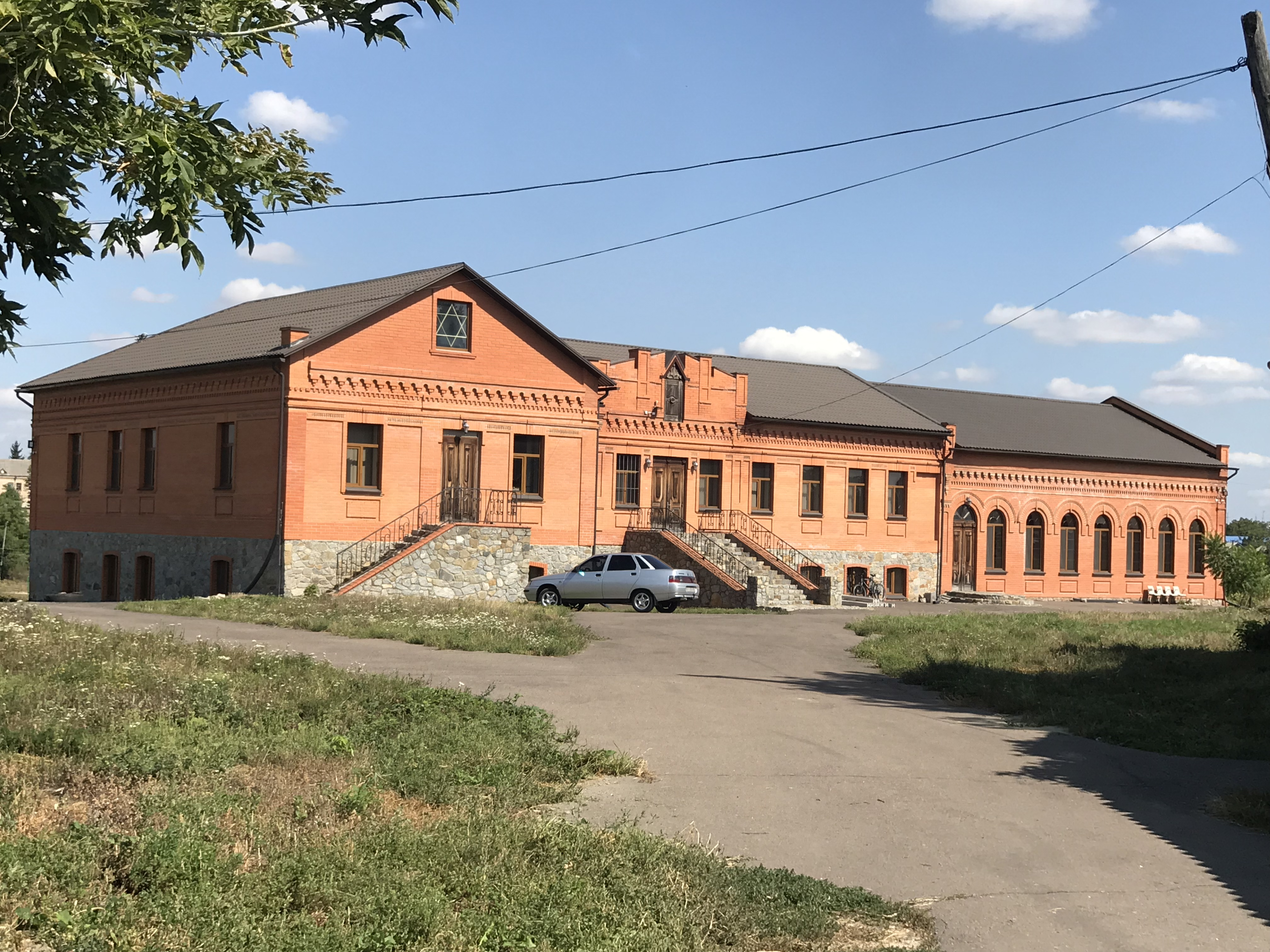
La sinagoga de Skver en Skvyra, que fue restaurada en 2004

La ciudad antigua de Skvyra fue completamente destruida al final del siglo XVI. En 1736, Skvyra fue mencionada como un pueblo (selo) arrendada por un judío lessee. Según el censo de 1765,  había 124 casas en Skvyra, 51 del cual pertenecida a Judíos. En 1775, 116 Judíos vivían en Skvyra, en 1784  había 204, y en 1787, 144.
Después de que Skvyra fuere incluido en la zona de asentamiento, la comunidad judía de la ciudad aumentó. Su población judía era de 2,184 en 1847 y creció a 8,910 en 1897 — 49.5% de la población total. Al final del siglo XIX, Skvyra tuvo siete sinagogas, una escuela, un hospital, una farmacia y un doctor de distrito. Muchos judíos exportaban grano y madera desde la ciudad. Por el 1910 la ciudad tuvo un Talmud Torah,una escuela judía privada para niños y dos escuelas privadas para niñas.
En 1917 hubo dos pogromos en la ciudad y una ola de seis pogromos en 1919, algunos de estos duraron varias semanas. Había violaciones, las casas fueron quemadas, y la propiedad judía fue vendida o destruida a campesinos locales. 191 personas fueron asesinadas y los centenares fueron heridas. Después de los pogromos, una epidemia mató hasta 30 personas por día. La población judía huyó a Kiev, Odessa y Belaya Tserkov.
Bajo la Unión Soviética, la vida religiosa y comunal de los judíos de Skvyra fue disuelta. La población judía de la ciudad cayó a 4,681 en 1926 (aproximadamente 33.6% de la población) y 2,243 por 1939, pero aun así  era una de las comunidades judías más grandes de Ucrania en aquel tiempo.
Durante la Segunda Guerra Mundial las fuerzas alemanas ocuparon la ciudad en septiembre de 1941. Los Sonderkommando usaron la ciudad como cuartel. El 20 de septiembre de 1941, 850 judíos fueron fusilados en Skvyra. Unos cuantos días más tarde, más de 140 más fueron ejecutados. Según el líder de la comunidad judía de Skvyra, había tiroteos en masa hacia los judíos en el área del mercado, la escuela secundaria y en la calle Bannaya. La población judía de Skyvra después de la guerra era de aproximadamente 1,000, y para 1960 cayó a aproximadamente 500. La población judía siguió decayendo, y en 2009 el numeró era de unos 120.

## Personas notables
- Asher Ginzberg (conocido por su seudónimo Ahad Ha'soy), escritor y publicista, fundador de sionismo Cultural, nació en la ciudad.
- Rustam Khudzhamov, portero ucraniano
- David L'vovich Margulis (en ruso - Маргулис, Давид Львович , Héroe de la Unión Soviética. Nació el 10 de marzo de 1914 en Skvira.